# Ray Peterson

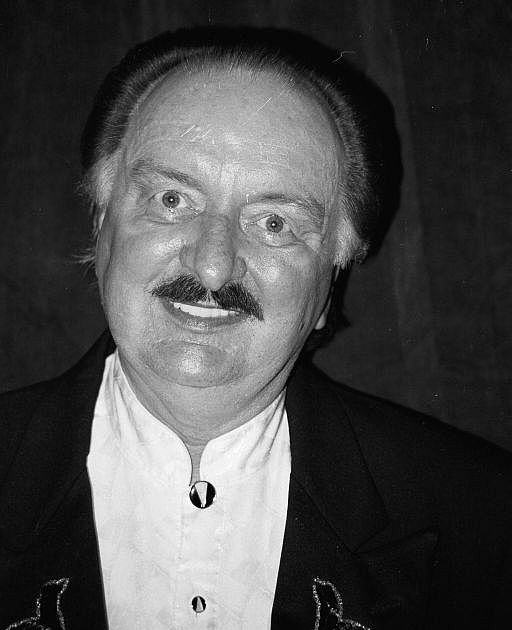
Ray Peterson (1998)

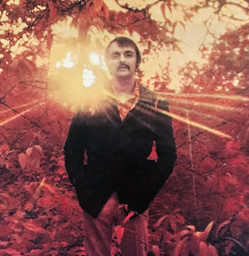
Ray Peterson (um 1970)

Ray Peterson (* 23. April 1939 in Denton, Texas; † 25. Januar 2005 in Smyrna, Tennessee) war ein US-amerikanischer Rock-’n’-Roll-Sänger.

## Leben
Ray Peterson startete seine Gesangskarriere, als er im Krankenhaus seinen Mitpatienten vorsang. Seinen ersten Plattenvertrag erhielt er 1958 bei RCA Records. 1959 erschien seine erste Single The Wonder Of You, die sich gleich in den Charts platzieren konnte (Elvis Presley veröffentlichte später ein berühmtes Cover von The Wonder of You). 1960 hatte er mit Tell Laura I Love Her und Corinne, Corinna zwei Top-10-Erfolge in den USA. Letzteres wurde auch in Deutschland unter dem Titel Corinna, Corinna zu einem Hit. Nach 1964 hatte er keine nennenswerten Erfolge mehr, da seine „klagenden Balladen“ bei Teenagern aus der Mode kamen. Bis in die 1970er-Jahre war Peterson hauptberuflich als Sänger tätig, anschließend wurde er Pfarrer einer Baptistenkirche. Dennoch trat er bis zu seinem Tod immer wieder bei Gelegenheit mit seinen alten Hits auf.
Ray Peterson starb 2005 im Alter von 65 Jahren an Krebs. Er hinterließ seine Ehefrau Claudia und sieben Kinder.

## Diskografie

### Singles
| Jahr | Titel Musiklabel                                | Höchstplatzierung, Gesamtwochen, AuszeichnungChartplatzierungen (Jahr, Titel, Musiklabel, Platzierungen, Wochen, Auszeichnungen, Anmerkungen) | Höchstplatzierung, Gesamtwochen, AuszeichnungChartplatzierungen (Jahr, Titel, Musiklabel, Platzierungen, Wochen, Auszeichnungen, Anmerkungen) | Höchstplatzierung, Gesamtwochen, AuszeichnungChartplatzierungen (Jahr, Titel, Musiklabel, Platzierungen, Wochen, Auszeichnungen, Anmerkungen) | Anmerkungen |
| Jahr | Titel Musiklabel                                | DE | UK | US | Anmerkungen |
| ---- | ----------------------------------------------- | --- | --- | --- | ----------- |
| 1959 | The Wonder of You RCA Victor                    | — | UK23 (1 Wo.)UK | US25 (19 Wo.)US |             |
| 1959 | Goodnight My Love (Pleasant Dreams) RCA Victor  | — | — | US64 (6 Wo.)US |             |
| 1959 | Come and Get It RCA Victor                      | — | — | — |             |
| 1960 | Tell Laura I Love Her RCA Victor                | — | — | US7 (14 Wo.)US |             |
| 1960 | Answer Me, My Love RCA Victor                   | — | UK47 (1 Wo.)UK | — |             |
| 1960 | Corinna, Corinna (Corrine, Corrina in UK) Dunes | DE6 (44 Wo.)DE | UK41 (7 Wo.)UK | US9 (15 Wo.)US |             |
| 1961 | Sweet Little Kathy Dunes                        | — | — | US100 (1 Wo.)US |             |
| 1961 | Missing You Dunes                               | — | — | US29 (15 Wo.)US |             |
| 1961 | I Could Have Loved You so Well Dunes            | — | — | US57 (8 Wo.)US |             |
| 1963 | Give Us Your Blessing Dunes                     | — | — | US70 (6 Wo.)US |             |

Weitere Singles
- 1965: Across The Street (Is a Million Miles Away)
- 1970: Oklahoma City Times